# Josina Machel
Pour les articles homonymes, voir Machel.
Josina Abiathar Muthemba Machel , née le 10 août 1945 à Vilankulo, province d'Inhambane, Mozambique, morte le 7 avril 1971 à Dar es Salam, en Tanzanie, est une féministe et une militante indépendantiste mozambicaine. Elle est devenue une figure de la lutte de libération du Mozambique et une icône féministe.

## Biographie

### Origines et formation
Josina Muthemba est née dans une fratrie de cinq sœurs et trois frères à Vilanculos (Province d'Inhambane), sur la côte du sud Mozambique. Son père travaillait comme infirmier dans les hôpitaux publics, ce qui a conduit la famille à déménager régulièrement. La famille avait un statut d'« assimilé » ce qui permet à Josina Muthemba de bénéficier d'une éducation.
À l’âge de 7 ans, Josina entre à l’école primaire « Dom João de Castro » de Mocímboa da Praia, une école pour les enfants de familles portugaises et africaines assimilées. Deux ans plus tard, son père est muté à João Belo, et Josina est inscrite à l’école « Mouzinho de Albuquerque » dans la ville voisine de Xai-Xai. À la fin de sa 4ème année, Josina, ayant épuisé les options pour l’enseignement local, doit déménager à Lourenço Marques (la capitale du Mozambique portugais), afin de poursuivre ses études. Là-bas, elle vit avec sa grand-mère.

### L'engagement dans la lutte pour l'indépendance

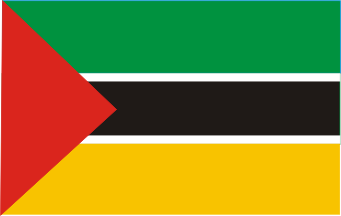
Drapeau du FRELIMO de 1962 à 1993.

À partir de 1958, elle est étudiante à l'Escola Comercial Dr Azevedo e Silva . Environ deux ans plus tard, elle devient Membre du Núcleo dos Estudantes Secundários de Moçambique (NESAM), un groupe d'élèves du secondaire, militants pour la création d'une identité du Mozambique et pour une éducation politique dans les écoles secondaires.
En mars 1964, elle s'enfuit brusquement avec d'autres étudiants, pour rejoindre le FRELIMO en Tanzanie. Ils atteignent la frontière entre la Rhodésie (aujourd'hui Zimbabwe) et la Zambie, où la Police les arrêtent, et les ramènent à Lourenço Marques. Elle passe quelques mois en prison. Après sa libération, à la suite d'une campagne internationale menée par le FRELIMO, elle reste sous surveillance de la police.
Quatre mois plus tard, Josina Muthemba tente à nouveau avec quelques camarades de rejoindre le FRELIMO. Cette deuxième tentative les conduit dans un premier temps au Swaziland, où, avec l'aide d'un pasteur de l'église presbytérienne, ils gagnent Johannesburg. De là, le groupe est conduit vers Francistown (protectorat du Bechuanaland). L'administration coloniale britannique considère toutefois le groupe comme indésirable. Avec l'aide de l'Organisation de l'unité africaine et des Nations unies, le président du FRELIMO, Eduardo Mondlane (qui connaissait l'oncle de Josina Machel, Mateus Muthemba, ancien enseignant et militant FRELIMO) convainc l'administration coloniale britannique de libérer le groupe et de le laisser poursuivre ses pérégrinations. Grâce au Haut Commissariat des Nations unies pour les réfugiés, un voyage vers Lusaka est organisé. À partir de là, le groupe gagne Dar es Salam (Tanzanie), où se trouve le siège du FRELIMO.

### Engagement au sein du FRELIMO

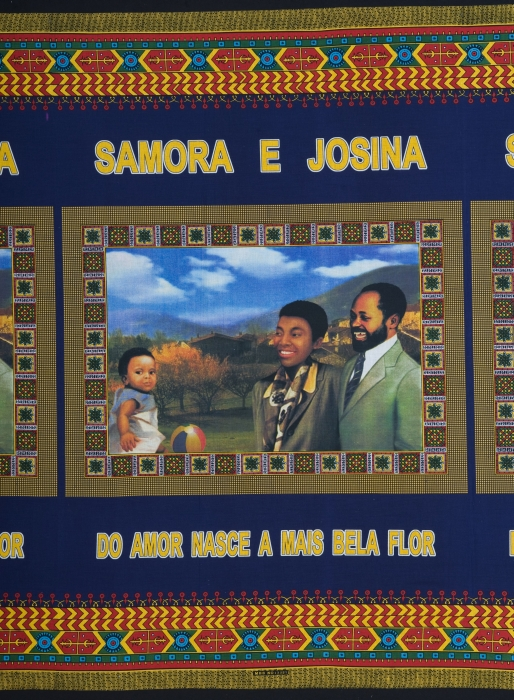
Tissu avec une image de Josina et Samora Machel. Le texte "Samora e Josina – do amor nasce a mais bela flor" signifir : Samora et Josina – L'amour naît de la plus belle fleur.

A 20 ans, Josina Muthemba exerce diverses responsabilités au sein du Front de libération du Mozambique, le FRELIMO. Elle travaille tout d'abord à l'Institut du Mozambique, un établissement d'enseignement pour les réfugiés mozambicains en Tanzanie. Là, elle aide Janet Mondlane, épouse américaine du président du FRELIMO, Eduardo Mondlane. Dix-huit mois plus tard, elle est impliquée dans un groupe des femmes au sein du FRELIMO, le Destacamento Feminino (Détachement féminin).
Plus tard, Josina Muthemba, avec 25 autres femmes reçoit un entraînement militaire au camp de Nachingwea du FRELIMO. Elle y rencontre notamment Samora Machel, qui dirige le camp, et qui deviendra son mari et, ultérieurement, le premier président du Mozambique, après l'indépendance. Après sa formation, Josina Muthemba organise derrière les lignes des combattants du Frelimo, des actions de  sensibilisation dans les villages du nord du Mozambique pour gagner la population aux objectifs du FRELIMO. Elle s’investit notamment dans l'aide aux personnes et la lutte pour une meilleure prise en charge des enfants et des familles.
Au milieu de 1968, Josina Muthemba est désignée comme déléguée au deuxième congrès du FRELIMO. Lors du Congrès, elle milite pour l'Égalité des hommes et des femmes au sein de la lutte de libération. Après le Congrès, elle est nommée au Comité central, responsable des affaires féminines au sein de la division des Relations Internationales. Elle participe à diverses rencontres internationales pour le FRELIMO, un mouvement désireux de se montrer pionnier en Europe sur les droits des femmes et leur émancipation. En 1969, le Comité central nomme Josina Muthemba au poste de responsable du département des Affaires sociales. Elle s'efforce de mettre en place une meilleure garde d'enfants et une meilleure éducation des jeunes filles. Après l'assassinat du président du FRELIMO, Eduardo Mondlane, peut être par la PIDE (Police internationale et de défense de l'État portugais), elle se rapproche de Janet Mondlane, pour apporter un réconfort. En mai 1969, Josina Muthemba épouse le successeur de Mondlane, Samora Machel, et adopte son nom de famille. Fin novembre de la même année, elle enfante un fils.

### Mort

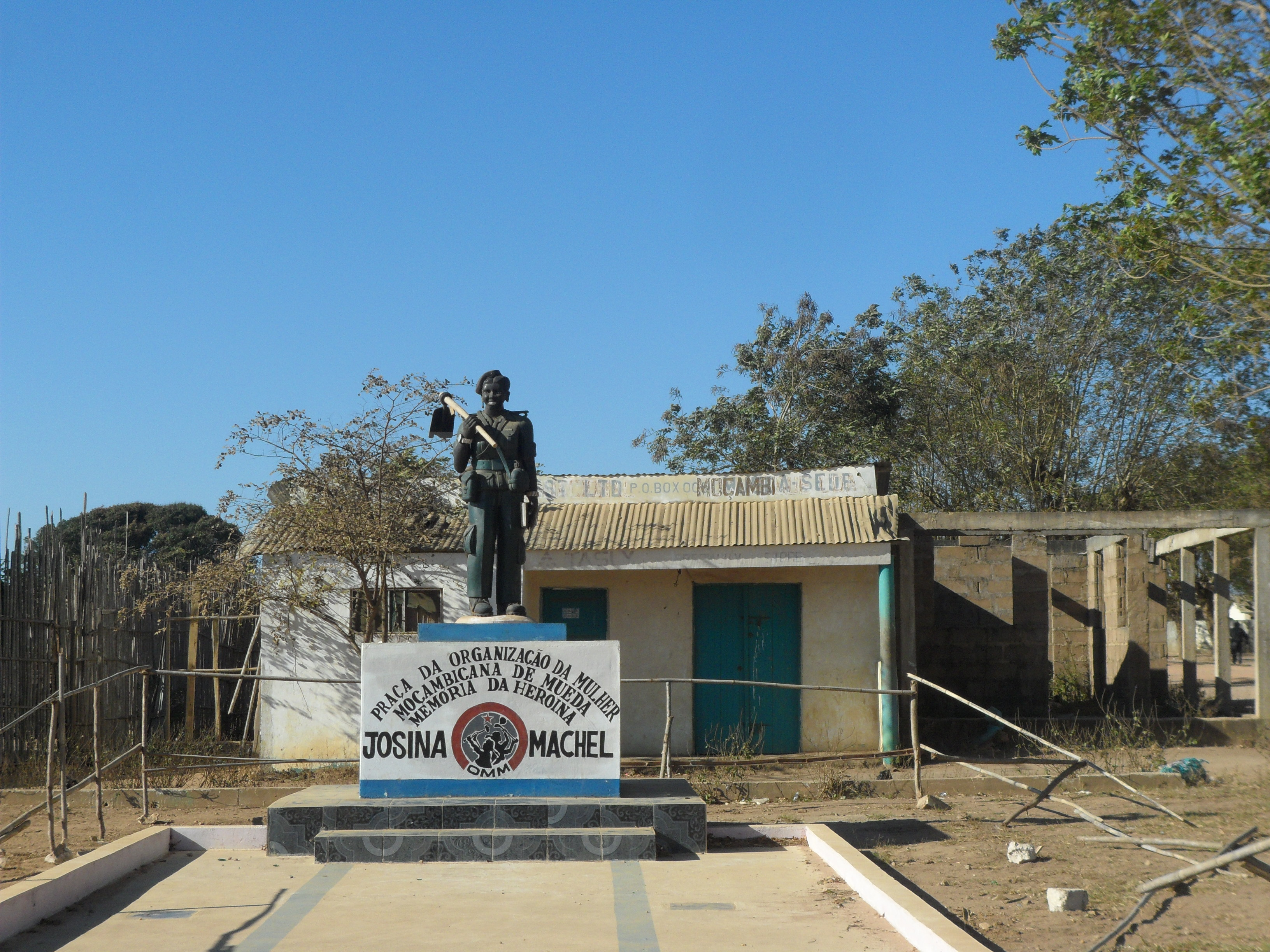
Statue de Josina Machel à Mueda (province de Cabo Delgado).

Au cours de l'année 1970, elle souffre de douleur abdominale. Elle décide d'aller à Moscou, pour se faire examiner. Les médecins diagnostiquent un cancer du foie et lui prescrivent du repos et un régime alimentaire strict. Mais à son retour, elle reprend ses activités pour le FRELIMO. À la fin de l'année 1970, elle entreprend un voyage de deux mois à travers la province mozambicaine de Niassa. En mars 1971, elle entreprend à nouveau un voyage dans la province de Cabo Delgado. De retour à dar es-Salaam, elle est épuisée et tombe malade. En dépit d'un séjour à l'hôpital, elle meurt le 7 avril 1971, à l'âge de 25 ans,.
Josina Machel est enterrée au cimetière de Kinondoni, où est aussi enterré, parmi d'autres, son oncle Mateus Muthemba, assassiné 3 ans plus tôt, probablement par des agents des services secrets portugais. En 1979, les restes de Josina Machel sont transférés à Maputo.

## Honneurs posthumes

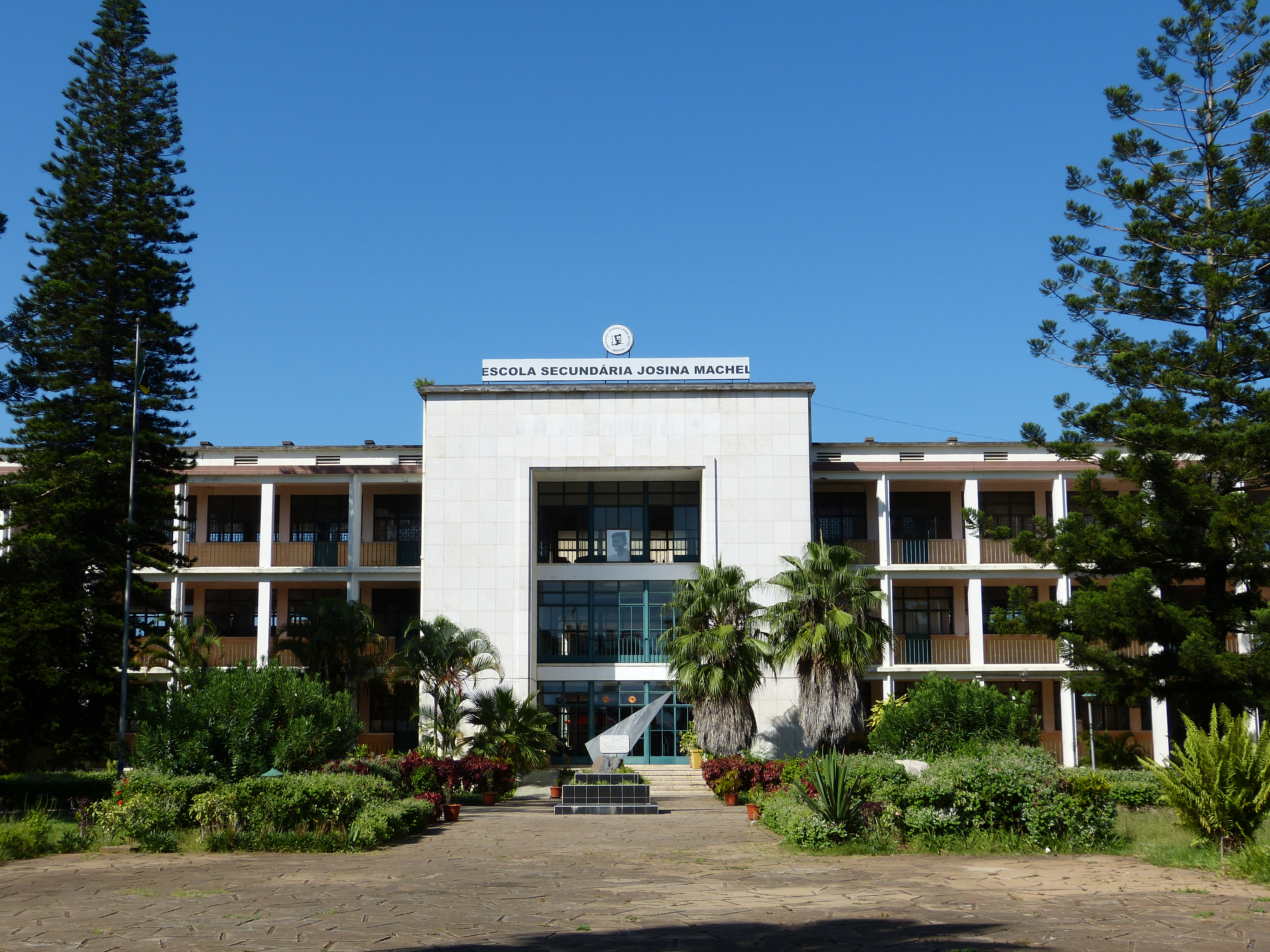
À titre posthume, la plus grande école secondaire de Maputo reçoit en 1975 le nom Escola Secundária Josina Machel.

Un an après sa mort, le FRELIMO déclare le 7 avril – jour de sa mort – Journée de la femme mozambicaine. Deux ans plus tard, le 16 mars 1973, le FRELIMO fonde l'Organisation de la femme mozambicaine. Cette organisation milite pour l'égalité des droits des femmes au Mozambique. Josina Machel est devenue une icône féministe.
Après l'indépendance du Mozambique en 1975, son nom est donné par le FRELIMO à de nombreuses rues, places et installations.